# Agrostis limonias
Agrostis limonias é uma espécie de gramínea do gênero Agrostis, pertencente à família Poaceae.